# Doutrina Clinton

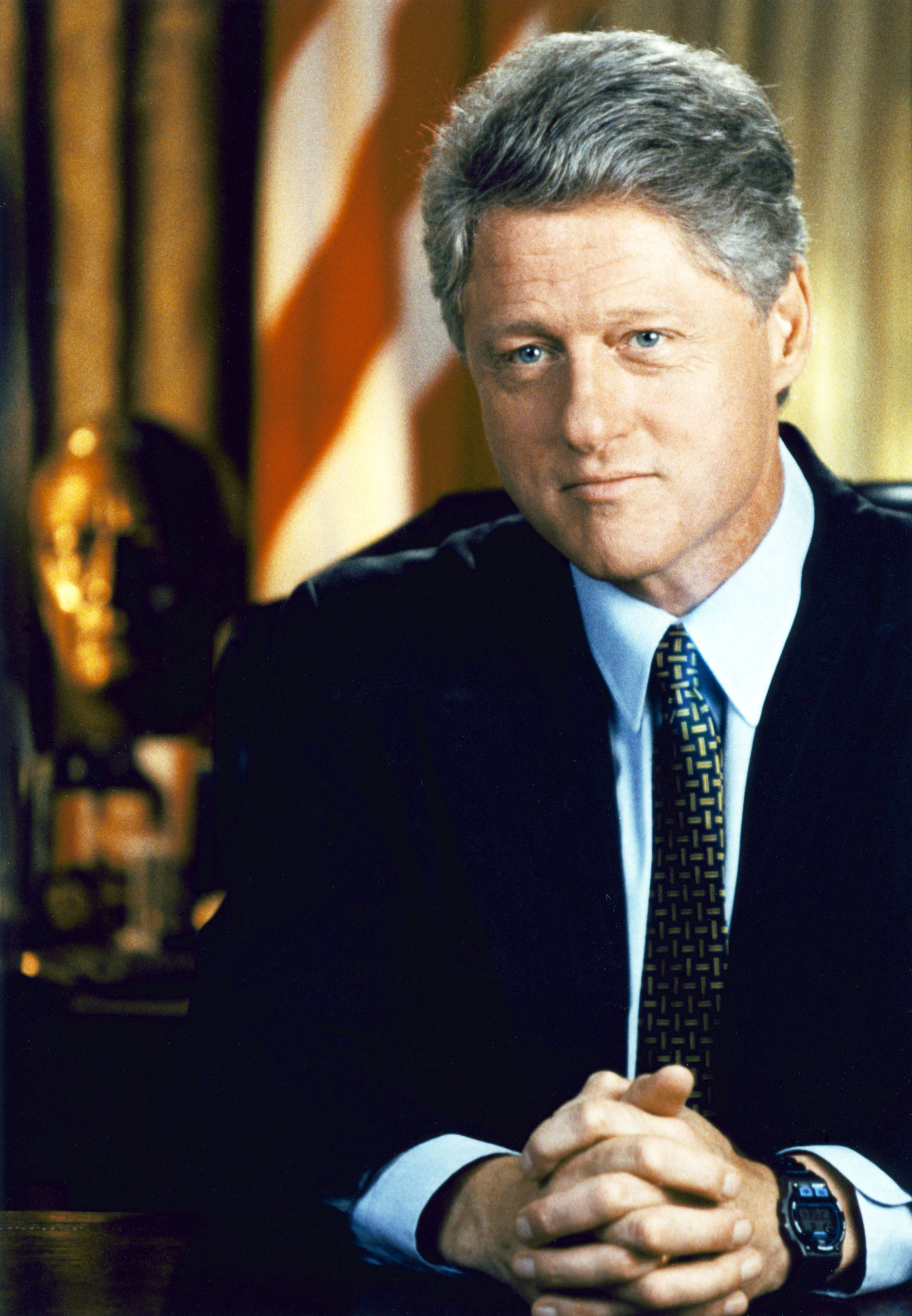
Clinton em 1994

A Doutrina Clinton não é uma doutrina clara como muitas outras doutrinas presidenciais dos Estados Unidos . No entanto, em um discurso de 26 de fevereiro de 1999, o presidente Bill Clinton fez uma declaração que geralmente é considerada um resumo da Doutrina Clinton: 
É fácil ... dizer que realmente não temos interesse em quem vive neste ou naquele vale da Bósnia, ou quem possui uma faixa de terra no Chifre da África ou algum pedaço de terra seca perto do rio Jordão . Mas a verdadeira medida de nossos interesses não reside em quão pequenos ou distantes esses lugares são, ou se temos dificuldade em pronunciar seus nomes. A pergunta que devemos nos fazer é: quais são as consequências para nossa segurança em permitir que os conflitos se agravem e se espalhem. Não podemos, na verdade, não devemos, fazer tudo ou estar em todos os lugares. Mas onde nossos valores e interesses estão em jogo, e onde podemos fazer a diferença, devemos estar preparados para agir.
Posteriormente, Clinton fez declarações que reforçaram sua doutrina intervencionista:
"O genocídio é em si uma questão nacional sobre a qual devemos intervir (combater)" e "poderemos dizer às pessoas do mundo: se você vive na África, na Europa Central ou em qualquer outro lugar e se alguém vier atrás de civis inocentes e tentar matá-los coletivamente por causa de sua raça, sua origem étnica ou sua religião e estiver em nosso poder pará-los, assim o faremos. "
A Doutrina Clinton foi usada para justificar o envolvimento americano nas Guerras Iugoslavas . O presidente Clinton foi criticado por não intervir para impedir o genocídio de Ruanda em 1994. Outros observadores viram a Operação Serpente Gótica  na Somália como um erro.
A administração Clinton também incentivou a globalização pressionando outras nações através de  acordos comerciais. O governo negociou um total de cerca de 300 acordos comerciais, como o Nafta . Anthony Lake, que atuou como assessor de segurança nacional de Bill Clinton entre 1993-1997, mostrou o compromisso do governo Clinton em acelerar o processo de globalização em um discurso proferido em 1993. O discurso falou sobre a ampliação no número de países democráticos em todo o mundo, juntamente com a expansão dos mercados livres.

## Estratégia de Segurança Nacional
Na última Estratégia de Segurança Nacional de Clinton, foi esclarecido que essa doutrina diferenciaria os interesses nacionais dos interesses humanitários. Ele descreveu os interesses nacionais como aqueles que:
... não afetam nossa sobrevivência nacional, mas ... afetam nosso bem-estar nacional e o caráter do mundo em que vivemos. Importantes interesses nacionais incluem, por exemplo, regiões nas quais temos uma participação econômica considerável ou compromissos com aliados, protegendo o meio ambiente global de danos graves e crises com potencial para gerar fluxos de refugiados substanciais e altamente desestabilizadores.
A Estratégia de Segurança Nacional de Clinton forneceu a Bósnia e o Kosovo como exemplos de tais interesses.  Em contraste,  os interesses humanitários foram descritos como aqueles que forçam a nação a agir: 
porque nossos valores o exigem. Os exemplos incluem resposta a desastres naturais e provocados pelo homem; promover os direitos humanos e tentar impedir as violações flagrantes desses direitos; apoiar a democratização, a adesão ao Estado de Direito e o controle civil dos militares ; assistência à desminagem humanitária; e promoção do desenvolvimento sustentável e proteção ambiental.
A estratégia de defesa nacional  também reconheceu o direito dos Estados Unidos de intervir militarmente para proteger seus "interesses vitais", que incluíam "garantir o acesso desinibido aos principais mercados, suprimentos de energia e recursos estratégicos".